# Glumsø Bio
Glumsø Bio eller Glumsø Biograf & Kulturhus er en biograf og kulturhus i Glumsø på Midtsjælland. Biografen har kun én sal. Glumsø Bio blev tegnet af arkitekten Johannes Tidemand-Dal fra Næstved i 1922, og blev opført til færdiggørelse i 1923, hvor man slog dørene op den 17. juli. I 1940'erne moderniserede man interiøret
En af landets ældste filmklubber, Glumsø Filmklub, blev dannet i biografen i 1966.
Siden 1985 har biografen også omfattet et kulturhus. I 1990 begyndte en tradition, hvor biografen hvert år viser en film på et 100 m2 stort  udendørs lærred i Glumsø. Arrangementet kaldes Open Air Film.